# Arnim Lühken

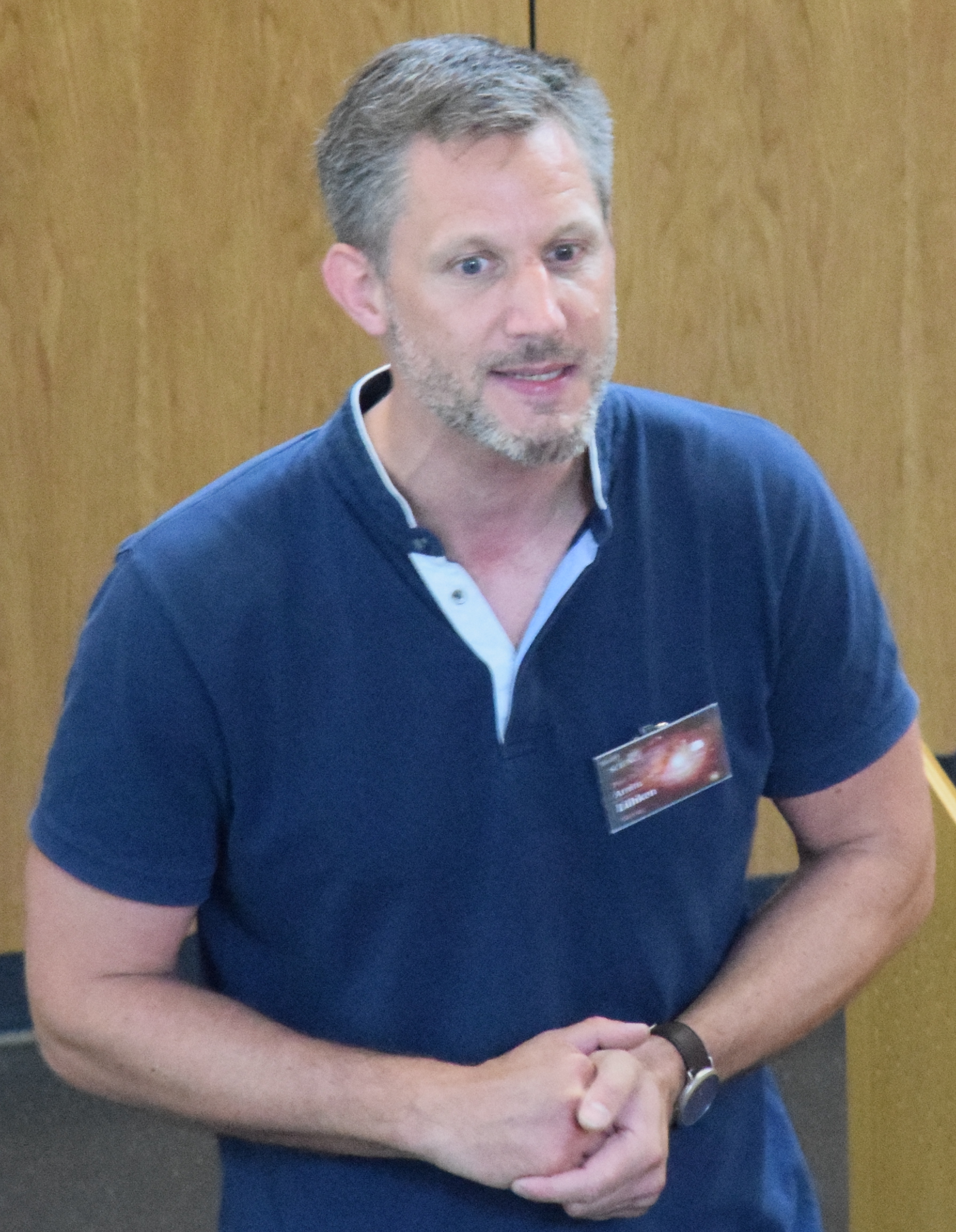
Arnim Lühken (2018)

Arnim Lühken (* 13. März 1974) ist deutscher Chemiedidaktiker und Hochschullehrer. Seine Forschungsschwerpunkte sind Schülerlabore und Lehr-Lern-Labore in der Lehrerbildung, Adaptive Lernumgebungen und fachspezifische Begabungsförderung, Experimentalchemie an Schulen und außerschulischen Lernorten.

## Leben und Wirken
Lühken studierte an der Johann Wolfgang Goethe-Universität Frankfurt am Main Chemie und Biologie für das Lehramt am Gymnasium und legte 1999 sein 1. Staatsexamen ab. 2002 promovierte er bei Hans Joachim Bader am Institut für Didaktik der Chemie. Das Thema seiner Dissertation war „Ultraschall und Mikrowellenstrahlung im Chemieunterricht“. 2004 legte er sein 2. Staatsexamen ab. Von 2005 bis 2008 war er Postdoktorand bei Ilka Parchmann an der Carl von Ossietzky Universität Oldenburg.
2008 erfolgte seine Berufung zum W1-Professor für Didaktik der Chemie an der Universität Frankfurt am Main sowie 2011 seine Berufung zum W2-Professor für Didaktik der Chemie. Des Weiteren wurde er 2011 Geschäftsführender Direktor des Instituts für Didaktik der Chemie, Leiter des Chemielehrerfortbildungszentrums in Frankfurt am Main und Leiter des Goethe-Schülerlabors für Chemie und Physik. Seit 2014 ist er Studiendekan des Fachbereichs Biochemie, Chemie und Pharmazie an der Johann Wolfgang Goethe-Universität Frankfurt am Main.
In seiner Forschung beschäftigt sich Lühken zum einen mit der Fortentwicklung des Chemieunterrichts, insbesondere des Experimentalunterrichts bzw. des naturwissenschaftlichen Sachunterrichts. Zum anderen befasst er sich mit der Förderung der naturwissenschaftlichen Bildung in der Gesellschaft im Perspektivrahmen der Chemie.
Seit 2018 ist er einer von drei Chefredakteuren der Zeitschrift Chemkon.
Im Jahr 2000 erhielt er den Manfred und Wolfgang Flad-Preis.

## Veröffentlichungen (Auswahl)
- mit Holger Fleischer, Marco Reinmold, Jens Salzner: Glucose in der Photobox – eine neuartige Methode zur photometrischen Glucose-Bestimmung im Chemieunterricht durch Einsatz digitaler Medien. In: CHEMKON. Band 30, Nr. 2, 2023, ISSN 1521-3730, S. 82–89, doi:10.1002/ckon.202200056.
- mit Marco Reinmold: Rethinking the Squeaky Pop Test–A Novel Hydrogen Test for Chemistry Classes. In: Journal of Chemical Education. Band 100, Nr. 7, 11. Juli 2023, ISSN 0021-9584, S. 2696–2703, doi:10.1021/acs.jchemed.3c00129.
- mit Larissa Wellhöfer: Problem-Based Learning in an Introductory Inorganic Laboratory: Identifying Connections between Learner Motivation and Implementation. In: Journal of Chemical Education. Band 99, Nr. 2, 8. Februar 2022, ISSN 0021-9584, S. 864–873, doi:10.1021/acs.jchemed.1c00808.
- mit Viviane Hoßfeld: Polymerchemie mit Kosmetika – Einfache Versuche mit Haarshampoo und Wimperntusche. In: CHEMKON. Band 24, Nr. 1, 2017, ISSN 1521-3730, S. 20–26, doi:10.1002/ckon.201610280.
- mit Hans Joachim Bader: Hochtemperaturchemie im Haushalts-Mikrowellenofen. In: CHEMKON. Band 8, Nr. 1, 2001, ISSN 1521-3730, S. 7–14, doi:10.1002/ckon.20010080103.